# Batalla de Bilbao
La batalla de Bilbao tuvo lugar en la ciudad homónima, la margen derecha de la ría y la Sierra de Ganguren entre Bilbao y Galdácano durante junio de 1937, en el contexto de la guerra civil española y, más concretamente, de los combates que estaban teniendo lugar en Vizcaya. Su posesión era fundamental para ambos bandos, tanto por su situación estratégica en la franja cantábrica controlada por la República, como por sus industrias pesadas y fábricas de armas. Después de una larga y sangrienta ofensiva del Bando sublevado, a principios de junio sus tropas se hallaban frente a la capital vizcaína, aunque les quedaba superar una última barrera: el Cinturón de Hierro.

## Antecedentes
Bilbao era la capital de la región autónoma vasca que fuera oficialmente establecida por el gobierno de la Segunda República Española poco después del comienzo de la guerra civil, aunque su instauración estaba prevista ya desde inicios del año 1936. Esta autonomía fue otorgada como recompensa por el apoyo del PNV a la causa de la República, sin embargo la primacía política del nacionalismo vasco en Euskadi implicaba la hegemonía de un partido abiertamente conservador y católico como el PNV, que por necesidades de la guerra debía aliarse con los partidos de izquierda de alcance nacional y con los grupos anarquistas, que formaban el sostén básico del bando republicano.
Estas alianzas crearon muchas incomodidades al PNV que no pudo evitar el 25 de septiembre de 1936 los asaltos por parte de milicianos incontrolados a los barcos-prisión "Cabo Quilates" y " Altuna Mendi" que provocaron una matanza entre los presos, acusados de simpatizar con los golpistas.
Nuevamente el "Cabo Quilates" fue asaltado el 2 de octubre de 1936 asesinándose a presos acusados de tener ideología golpista.
El 4 de enero de 1937, y tras un bombardeo sobre Bilbao, hubo otro asalto a las cárceles de Bilbao provocando más de un centenar de muertos de prisioneros supuestamente afines al golpe militar.
El 31 de marzo el Ejército del Norte nacionalista, al mando de Emilio Mola (el antiguo Director de la Conspiración militar), lanzó la ofensiva final para hacerse con el control de Vizcaya, la única provincia vasca que se mantenía e importante centro en la franja Norte bajo control republicano. Estaba previsto que la operación durase 3 semanas y que fuese el primer movimiento del conjunto de operaciones que se desarrollaría en el Frente Norte. No obstante, la dura resistencia de nacionalistas vascos y republicanos hizo que se alargase durante meses. La preparación aérea para limpiar el terreno a las tropas de tierra del bando sublevado se vio distinguida por la acción de la aviación italiana y la alemana Legión Cóndor, que no tenían rival en el aire. Gran número de localidades fueron arrasadas por estas acciones, pero destacarán especialmente el bombardeo de dos localidades: Durango y (especialmente ésta) Guernica. El 31 de marzo, coincidiendo con el comienzo de la ofensiva franquista, esta importante localidad vizcaína fue prácticamente arrasada por una fuerza aérea de aviones italianos. Unas semanas después, le tocó el turno a Guernica, histórica villa vasca. El 26 de abril una gran fuerza área germano-italiana compuesta por unos 67 aviones bombardeó la ciudad en varias pasadas, aprovechando la ausencia de cañones antiaéreos en la población y la superioridad aérea con que contaban. Los daños causados fueron tremendos y el escándalo internacional mostró al mundo la realidad de lo que estaba ocurriendo en la Guerra de España. Aunque Franco acusó a los propios vascos de haber incendiado la ciudad (según esta versión, se estaría repitiendo lo que ya había ocurrido en Irún durante la campaña de Guipúzcoa), pocos creyeron esta versión y no causó los efectos deseados, si bien la indignación que provocó entre los vascos acabó traduciéndose en un endurecimiento de la resistencia.

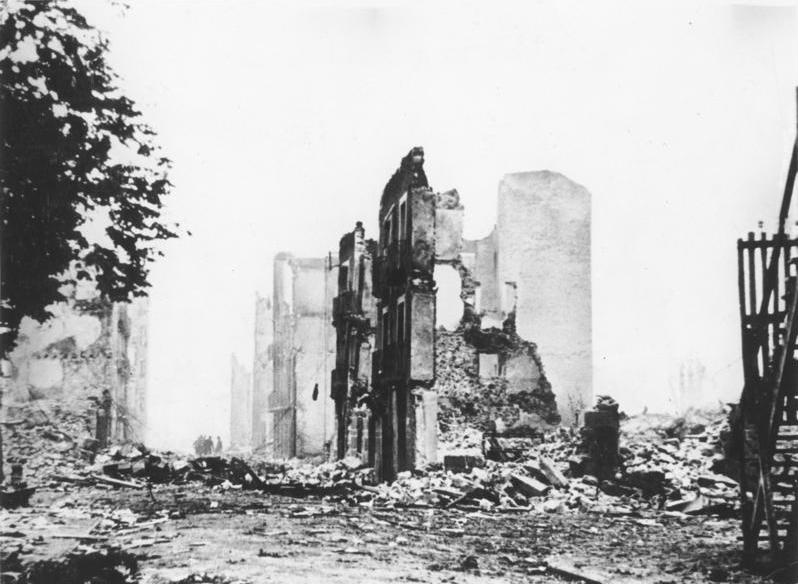
Estado en que quedó Guernica tras el ataque germano-italiano: completamente en ruinas, constituyendo un precedente de lo que unos años después ocurriría en muchas ciudades de Europa.

Entre tanto, el mal tiempo había venido retrasando las operaciones de Mola contra Bilbao. A mediados de mayo las tropas republicanas vascas habían retrocedido casi hasta la altura de las posiciones defensivas del Cinturón de Hierro, mientras los bombardeos continuaban y la Legión Cóndor experimentaba el lanzamiento de bombas incendiarias sobre los bosques, para obligar a los soldados republicanos a retirarse. El frente de Vizcaya se mantuvo estable durante el mes de mayo, si bien ambos bandos se venían preparando y reforzando para lo que sería la batalla decisiva. A pesar de su aislamiento geográfico respecto al resto de la España republicana, las tropas republicanas vascas tenían confianza en sí mismas y contaban con el apoyo de los campesinos de la zona, además del terreno.

## Las Fuerzas de los dos bandos enfrentados

### Bando republicano
El ejército republicano del norte se encontraba al mando de Mariano Gamir Ulibarri, Jefe del Ejército Norte desde el mes de mayo y sucediendo en el cargo a Francisco Llano de la Encomienda, que hasta entonces no había conseguido aunar esfuerzos entre nacionalistas vascos y el mando central del Ejército del Norte. La designación de Aguirre como Comandante en jefe del Cuerpo de ejército vasco (que sería renombrado como el I Cuerpo de Ejército de Euzkadi) complicó todavía más las relaciones con Llano de la Encomiendo (el cual era el jefe del Ejército del Norte). El gobierno, no obstante, tomó cartas en el asunto y fue enviado desde Valencia un nuevo Estado mayor para el Ejército del Norte republicano —que actuaría al lado del oficial soviético Vladimir Gorev—m a las órdenes de Gámir Ulibarri, que fue enviado en sustitución de Llano de la Encomienda y "como una promesa de eficacia". Por si fuera poco, en el Ejército del Norte estaba compuesto por 3 agrupaciones distintas (y con poca cooperación entre ellas) que respondían por los territorios republicanos del norte: Asturias, Santander y Vizcaya. En caso vizcaíno, las tropas de esta zona estaban compuestas en parte por el Eusko Gudarostea (ahora el I Cuerpo de Ejército de Euzkadi).
Las tropas del I Cuerpo de Ejército de Euzkadi estaban compuestas en su mayor parte por nacionalistas vascos, mientras que el resto lo era por socialistas, comunistas, Juventudes socialistas y anarquistas de la CNT. Además, contaban con la presencia de batallones asturianos, muy impopulares entre los nacionalistas vascos por su indisciplina y por su adscripción revolucionaria. Estas tropas contaban con el apoyo de 150 piezas de artillería, así como de unos pocos tanques T-26 y FT-17 (estos últimos, totalmente inútiles para su uso militar). Como caso único en la España republicana desde el 18 de julio de 1936, entre las tropas vascas había presente un cuerpo de capellanes castrenses formado por 82 sacerdotes, que asistían (principalmente) a los gudaris de los batallones nacionalistas vascos. La explicación de la mayor eficacia de los nacionalistas vascos a las órdenes de Gámir residía en el hecho de que había logrado que Aguirre resignara el mando supremo. Durante el mes de mayo, aprovechando el mal tiempo que impedía que se reanudara la ofensiva franquista, habían sido reclutados muchos más hombres para las desgastadas divisiones vascas del renombrado XIV Cuerpo de Ejército. Además, a principios de junio llegó por barco un nuevo cargamento de armas checoslovacas entre las que figuraban 55 cañones antiaéreos, 30 piezas de artillería y dos escuadrillas de cazas "Chatos". También llegaron, procedentes de Madrid, algunos otros jefes, entre ellos el comunista italiano Nino Nanetti, que ya se había distinguido en la 12.ª División durante la batalla de Guadalajara.
Entretanto, el gobierno de Valencia se aventuró a lanzar sus cazas a través de la España nacionalista en dirección a Bilbao. Siete aparatos llegaron sin novedad a su destino y en las siguientes semanas la República envió 50 aviones más del tipo "I-15", I-16" y "Natasha", que también llegaron sin novedad. Así, sumados a los aviones de que ya disponían los vascos, los republicanos lograban reunir una fuerza de 70 aviones en el área de Vizcaya, totalmente insuficiente frente al poderío aéreo del bando contrario.

### Bando sublevado
Las tropas de la zona se encontraban al mando de Fidel Dávila Arrondo tras la reciente muerte del Director, Emilio Mola, y con el apoyo del coronel Vigón como Jefe de Estado Mayor. A principios de junio las fuerzas de tierra franquistas se componían de 65.000 hombres apoyados por tanques alemanes Panzer I e italianos CV-35. Contaban con el apoyo de una potente barrera artillera compuesta por 250 piezas. En el Ejército del Norte nacionalista desempeñaban un papel esencial las brigadas navarras compuestas de carlistas que habían tenido a Guipúzcoa como campo de operaciones el año anterior. Esta disciplinada fuerza estaba integrada en la conocida como División Navarra y comprendía unos 18.000 hombres divididos en cuatro brigadas, dirigidas éstas por los coroneles García Valiño, Juan Bautista Sánchez y Alonso Vega, entre otros. Las brigadas navarras tenían el apoyo de la División Flechas Negras, que se componía de 8000 soldados españoles e italianos dirigidos por oficiales italianos y al mando del coronel Sandro Piazzoni. Por otro lado, contaban también con la presencia de unidades terrestres totalmente italianas, tales como la División 23 de Marzo, en actuación conjunta con la Flechas Negras.
La fuerza aérea estaba compuesta principalmente por 80 aviones de la Legión Cóndor y otros 70 aviones de la Aviación Legionaria, así como una fuerza de aviones bajo mando español. Esta abrumadora fuerza se encontraban distribuida por distintos aeródromos de Álava y Guipúzcoa.

## La Batalla

### El asalto al "Cinturón de Hierro"

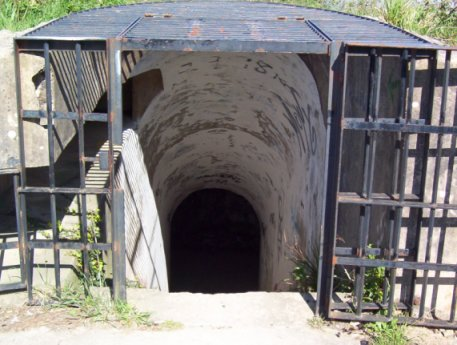
Una de las entradas al cinturón en Galdácano.

El 11 de junio el Ejército del Norte reanudó los combates con el bombardeo preliminar de 150 piezas de artillería, acompañado por intensos ataques aéreos de la Legión Cóndor y la Aviación italiana. Aquel golpe quebrantó la resistencia de los defensores republicanos vascos concentrados en la última cota de terreno inmediatamente anterior al "Cinturón de Hierro". Al anochecer, los coroneles García Valiño, Bautista Sánchez y Bartomeu, con tres de las seis brigadas navarras, alcanzaron la célebre línea defensiva. Los bombardeos se prolongaron durante toda la noche y algunas bombas incendiarias llegaron a caer en un cementerio cercano a la línea de combate, ocasionando una macabra resurrección de los muertos. Gamir podía echar mano de forma inmediata de unos 40.000 hombres, la mayoría procedentes de los Batallones asturianos y santanderinos y, por tanto, de poco fiar para las unidades vascas. La mitad aproximada de las restantes unidades las integraban socialistas y comunistas muy politizados y que, por la misma razón anterior, no podían compartir plenamente el espíritu de aventura nacionalista vasca que se respiraba en las unidades del PNV y de otros batallones vascos. El 12 de junio, una vez que las baterías y las nuevas oleadas de aviones habían machacado el "Cinturón de hierro" durante varias horas, la brigada de Sánchez Bautista atacó el punto en el monte Gaztelumendi en el que el sistema defensivo era más débil e incompleto de todo el entramado defensivo. A pesar de la fortaleza largamente explotada por la propaganda republicana, fueron precisamente los propios encargados del diseño quienes, con su anterior traición, habían hecho posible su fulminante fracaso. Aunque 2 oficiales habían sido fusilados después de ser descubiertos intentando entregar planos a agentes rebeldes, el ingeniero Alejandro Goicoechea consiguió pasar las líneas del frente llevándose consigo todos los planos e información del entramado defensivo, que entregó a los atacantes.
El bombardeo de artillería precedió a la ofensiva y los defensores, de esta forma, no pudieron distinguir en qué momento preciso terminaron los bombardeos y empezaron a disparar a los tanques. De repente, en todas partes surgieron la confusión, el humo y el movimiento y las unidades republicanas  vascas sintieron la amenaza de verse rodeadas y apresuraron la retirada. Así, Juan Bautista Sánchez había roto las líneas republicanas  vascas en un frente de 800 metros de longitud al amparo de la oscuridad. Los insurrectos se encontraban a menos de 10 Kilómetros del centro de Bilbao y podían bombardearlo a su antojo mediante la artillería o la aviación.

### La lucha se traslada a los suburbios

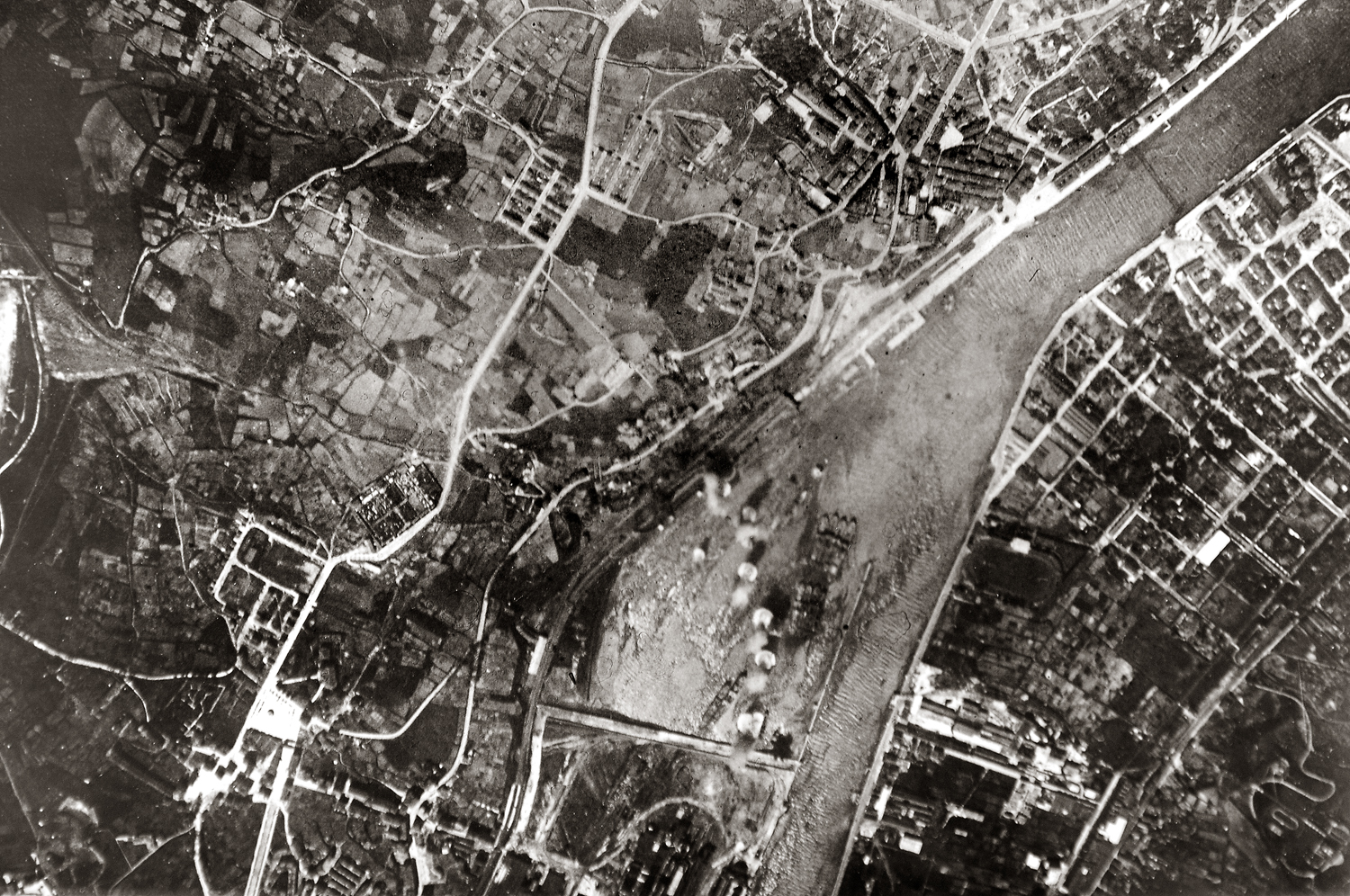
Bombardeo italiano sobre el Puerto de Bilbao durante estas fechas.

El 13 de junio todas las tropas republicanas vascas que quedaban al otro lado del Cinturón de hierro fueron trasladadas al interior de la capital. La moral de estas había sufrido un duro quebranto, lo cual pone en evidencia que, desde un punto de vista psicológico, un sistema defensivo fijo es un error; Muchos bilbaínos ya preparaban su huida a Francia. Durante esa misma noche, las autoridades republicanas  vascas empezaron a preparar la evacuación de la mayoría de la población civil de la ciudad, aunque en ese momento solo fuesen los funcionarios y principal personal del gobierno vasco. En el Hotel Carlton se celebró una reunión en la cual Aguirre preguntó a los jefes militares sobre si Bilbao estaba en condiciones de defenderse: Las opiniones eran dispares, si bien al final en el transcurso de la noche el gobierno vasco resolvió defender la capital. Prieto, por su parte, cursó órdenes precisas del Ministerio de Defensa a tal efecto. En ellas precisaba que debían destruirse las todas aquellas instalaciones industriales que pudieran ser útiles al enemigo, pero el hecho de que la mayor parte de la población estaba siendo evacuada hacia el Oeste, hacia Santander, presagiaba un rápido abandono de la capital vasca.
El gobierno vasco se retiró a la aldea de Trucios, dejando en la capital a una Junta de Defensa de Bilbao integrada por el consejero de Justicia, Leizaola, el general Gamir y otros. En estas circunstancias, la retirada del gobierno autónomo fue un acto razonable, pero no se puede decir lo mismo en el caso de Navarro, jefe de la Marina de Guerra Auxiliar de Euskadi, o la de Guerrica Echevarría, jefe de artillería, así como otros muchos más que huyeron. El 15 de junio, gracias a la acción de Putz, quedó abierta una línea al avance de los carlistas y los italianos: Belderraín se hallaba al norte, Putz en el centro, y al sur Nino Nanetti. El siguiente ataque se lanzó contra un punto en que Goicoechea había revelado que las fortificaciones estaban incompletas. Tras un poderoso bombardeo de la artillería y la aviación franquistas, los hombres de Nanetti huyeron cruzando el río Nervión, sin volar los puentes tras de sí. Quedaba abierta la carretera de Bilbao. Al día siguiente, 16 de junio, el ministro de Defensa Indalecio Prieto telegrafió a Gamir ordenándole que defendiera Bilbao a toda costa, y especialmente la zona industrial de la ciudad.
A pesar del avance de los sublevados, no se produjeron bombardeos aéreos: éstos ya habían aprendido la lección de Guernica. Al mismo tiempo, Leizaola descubrió que se preparaba un plan para incendiar la ciudad cuando las fuerzas republicanas se retirasen y lo hizo abortar. El avance franquista se prolongó durante todo el día; La división de Putz sufrió graves bajas. Los republicanos nombraron al Coronel de carabineros Juan Cueto Ibáñez comandante de uno de los sectores de la ciudad, en vista de la desesperada situación. El 17 de junio cayeron sobre la ciudad 20.000 bombas, al tiempo que varias cotas de terreno y algunas casas aisladas cambiaron de manos en varias ocasiones a lo largo del día. En medio de esta situación se decretó la evacuación de la industria y aunque algunas fábricas fueron parcialmente evacuadas (otras, debido a su importancia, lo fueron completamente), lo cierto es que la mayoría de la industria quedó simplemente abandonada.

### La caída de la ciudad

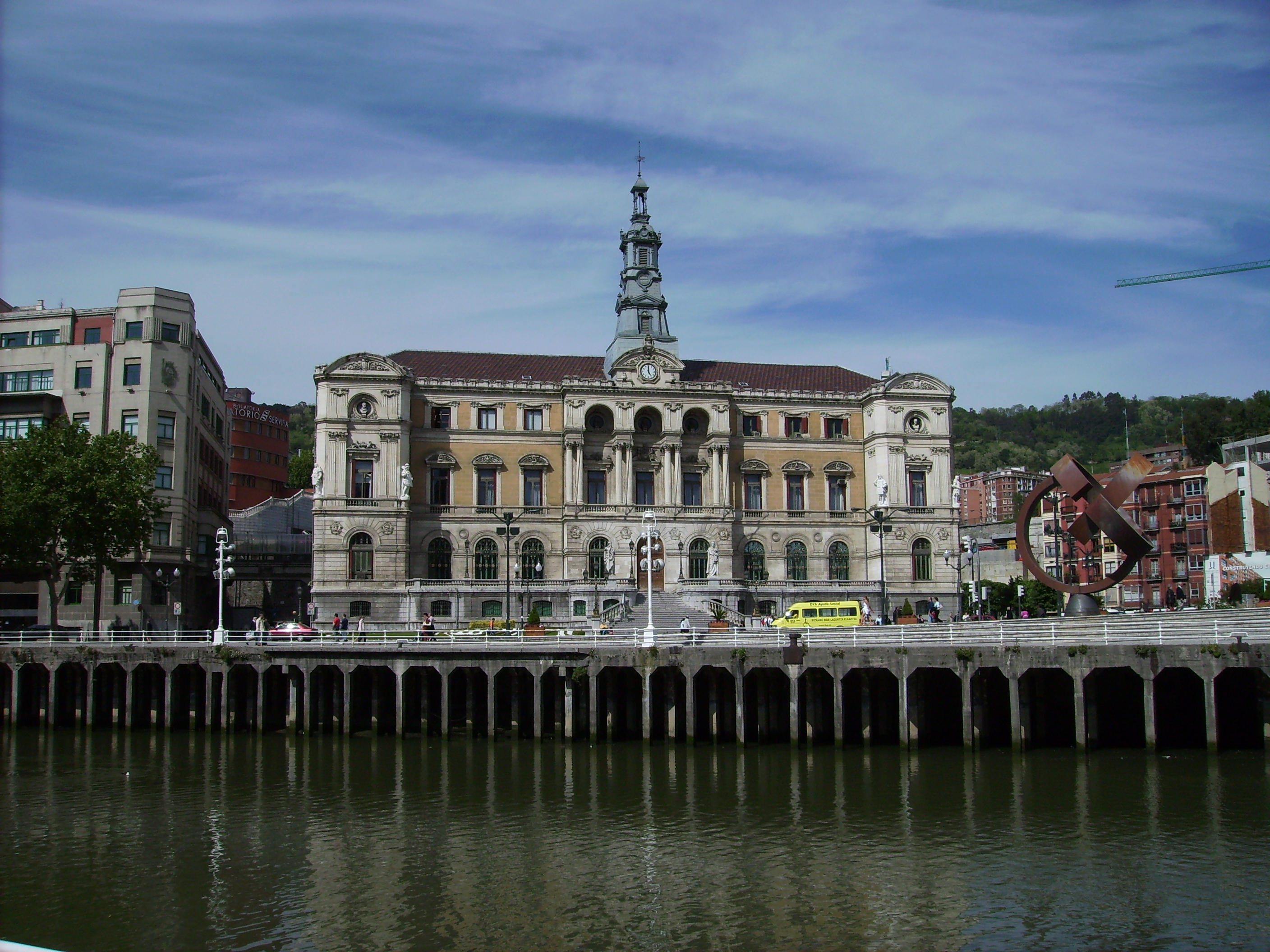
El Ayuntamiento de Bilbao junto a la Ría. Las tropas carlistas al mando de Bautista Sánchez colgaron la bandera roja y gualda del balcón a las 17:00 del día 19, marcando el final de la batalla por la disputada ciudad.

En el interior de la ciudad, los hombres y el material eran trasladados en ferrocarril o por las dos últimas carreteras que quedaban libres en dirección a Santander; Estas carreteras empezaron a quedar al alcance de la artillería de los Flechas Negras italianos, que proseguían su avance y no dudaron en bombardear sobre civiles. A última hora de la tarde, Leizaola decidió entregar al enemigo los presos políticos que todavía se encontraban en manos republicanas para evitar que quedasen sin vigilancia. Para entonces los sublevados controlaban toda la orilla derecha del Nervión desde la ciudad hasta el mar y la mayor parte de la orilla izquierda hasta el puente de ferrocarril. El 18 de junio el General Ulibarri retiró los restos de sus tropas de la ciudad; La última de estas unidades salió de la ciudad en la madrugada del 19 de junio, de forma que a primera hora de la mañana Bilbao se encontraba prácticamente desierta.
Efectivamente, a mediodía los tanques franquistas efectuaron una exploración preliminar a lo largo del Nervión, comprobando que la ciudad se encontraba vacía. La mayoría de los puentes de la ciudad habían sido destruidos para dificultar el paso de las tropas enemigas pero la ciudad permaneció intacta en su mayoría, incluyendo sus importantísimas industrias que habían permanecido intactas a pesar de que algunos líderes republicanos sugirieron su destrucción para que no fueran aprovechadas por los rebeldes. Entre las 5 y las 6 de la tarde, la 5.ª Brigada Navarra, a las órdenes de Bautista Sánchez, entró en la ciudad y colgó la bandera roja y gualda en el balcón del Ayuntamiento. Fue el final de la batalla por Bilbao.

## Consecuencias
En medio de la derrota, el general Gamir se ocupó de retirar de Bilbao al máximo posible de tropas y trasladarlas en dirección a Santander. En el curso de la operación, sin embargo, resultó gravemente herido el jefe italiano de la 2.ª División vasca, el comandante Nino Nanetti (que posteriormente fallecería en Santander a consecuencia de sus graves heridas). La retirada de Gamir y sus hombres se vio facilitada por el hecho de que Franco no tenía ninguna prisa en proseguir la ofensiva después de la caída de Bilbao, como ya denunciaría indignado el general Kindelán, jefe de la Aviación Nacional. A pesar de los esfuerzos de Gamir, los franquistas lograron capturar a dos señalados coroneles republicanos, Juan Cueto Ibáñez y Gumersindo de Azcárate, que serían posteriormente juzgados, condenados a muerte y fusilados.
Los dirigentes nacionalistas vascos se trasladaron a Santander y posteriormente a Barcelona, donde formarían una especie de «gobierno en el exilio».
La caída de Bilbao y toda la zona de Vizcaya supuso un durísimo golpe para la República, pues con ello desapareció uno de sus polos industriales y mineros más importantes, que además pasaba a engrosar las fuerzas del bando sublevado. Para el conjunto del llamado Frente del Norte fue una catástrofe, porque constituía uno de los principales puntos neurálgicos en los que se apoyaba la defensa de las otras dos provincias en su mayor parte controladas por los republicanos: Santander y Asturias. Con la caída de Bilbao también se creaba un problema de tipo político, ya que al caer la última provincia vasca en manos de Franco, para la mayoría de integrantes del Eusko Gudarostea y el PNV la lucha carecía ya de sentido, algo que se demostraría durante la lucha en Santander.
Franco y los vencedores fueron muy duros en el trato que iban a dar a la provincia conquistada así como a Guipúzcoa, conquistada hacía ya varios meses. Mediante el decreto ley n.º 247, se las consideró como «Provincias traidoras», quedando abolido también el concierto económico que existía en esos territorios. La lengua vasca fue prohibida, y todos aquellos que hubieran colaborado con el gobierno vasco y las autoridades republicanas fueron duramente reprimidos y, en algunos, casos fusilados. El coronel Juan Cueto Ibáñez, que había sido capturado por los sublevados durante la retirada, fue juzgado y fusilado a los pocos días de caer la ciudad.

### La represión
Cuando el 19 de junio cayó finalmente Bilbao más de 200.000 personas habían huido hacia el oeste por tierra y por mar en dirección a Santander, siendo ametralladas y bombardeadas por los aviones de la Legión Cóndor. Aunque hubo muchos saqueos, apaleamientos y ejecuciones extrajudiciales realizadas por falangistas llegados desde Valladolid, la represión en Bilbao y su área metropolitana se realizó fundamentalmente mediante los recién creados «consejos de guerra sumarísimos de urgencia» que en absoluto respetaban las garantías procesales de los acusados. Hubo cientos de fusilamientos y 30 reos fueron ejecutados por garrote vil. Fueron miles los encarcelados acusados de ser nacionalistas vascos y muchos de ellos fueron enviados a batallones de trabajos forzados. El nuevo alcalde de Bilbao, el falangista José María de Areilza, que participó activamente en la represión, declaró el 8 de julio:

Ha caído vencida, aniquilada para siempre esa horrible pesadilla siniestra y atroz, que se llamaba Euskadi… Para siempre has caído tú [ Aguirre ], rastacueros del nacionalismo vasco, mezquino, rencoroso, torcido y ruin que jugaste a personaje durante los once meses de crimen y robo en que te encaramaste al poder, mientras los pobres gudaris cazados a lazo como cuadrúpedos en las aldeas se dejaban la piel en las montañas de Vizcaya.